# Kolonia Kociszew
Kolonia Kociszew – wieś w Polsce położona w województwie łódzkim, w powiecie bełchatowskim, w gminie Zelów.
| SIMC    | Nazwa   | Rodzaj    |
| ------- | ------- | --------- |
| 0557085 | Helenów | część wsi |

W latach 1975–1998 miejscowość administracyjnie należała do województwa piotrkowskiego.